# Landschaftsschutzgebiet Garenfelder Wald

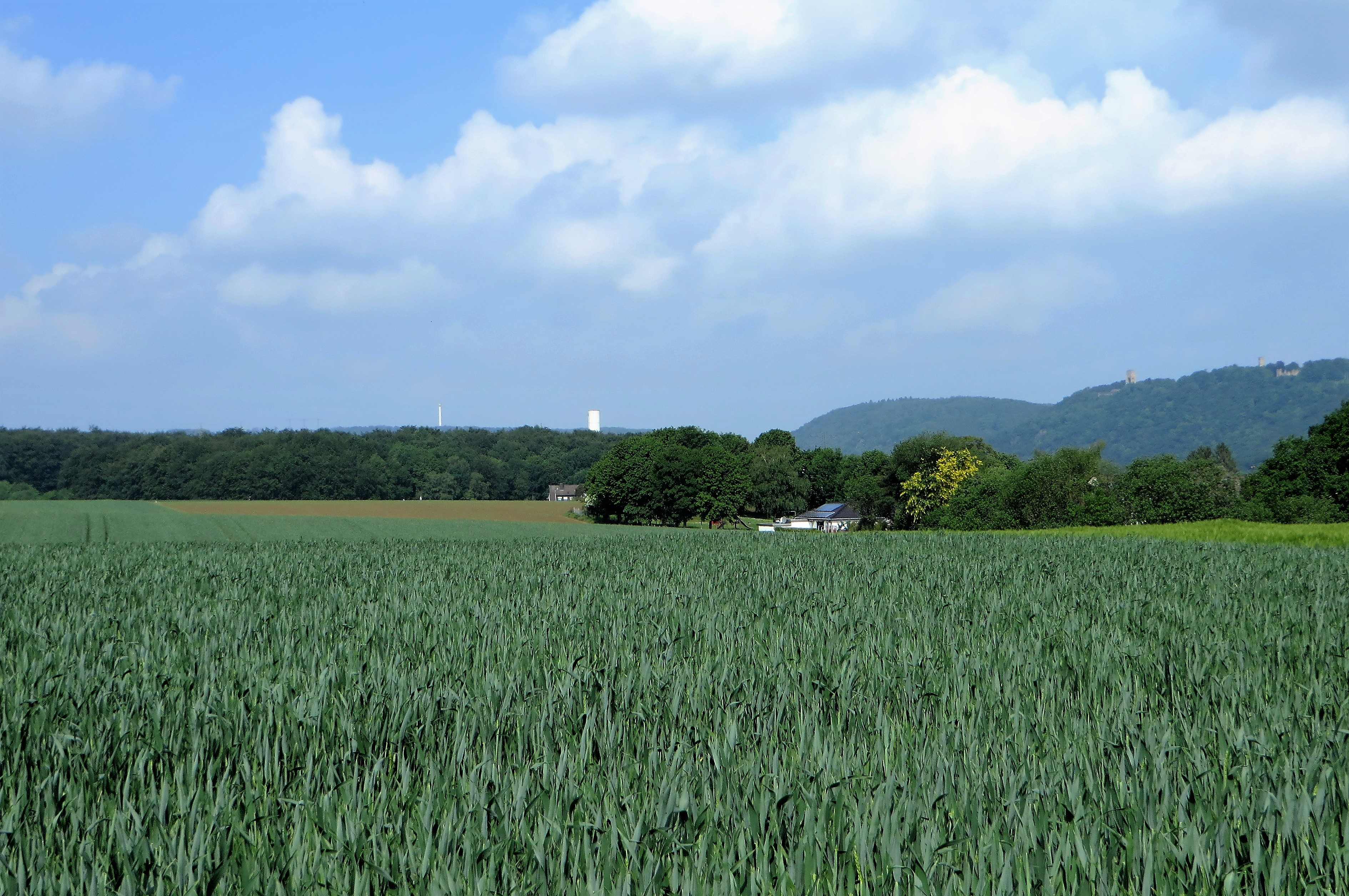
Landschaftsschutzgebiet Garenfelder Wald

Das Landschaftsschutzgebiet Garenfelder Wald mit einer Flächengröße von 30,76 ha befindet sich auf dem Gebiet der kreisfreien Stadt Hagen in Nordrhein-Westfalen. Das Landschaftsschutzgebiet (LSG) liegt im Hagener Stadtteil Garenfeld. Das LSG wurde 1994 mit dem Landschaftsplan der Stadt Hagen vom Stadtrat von Hagen ausgewiesen. 

## Beschreibung
Das LSG grenzt im Norden an einen Campingplatz. Im Nordosten an einen Siedlungsbereich von Garenfeld. Im Osten und Südosten liegt das Landschaftsschutzgebiet Garenfeld. Im Südwesten liegt das Naturschutzgebiet Lennesteilhang Garenfeld. Im Nordwesten liegt die A 1. 
Das LSG umfasst den Garenfelder Wald in dem sich neben Wald auch einige landwirtschaftliche Flächen befinden.

## Schutzzweck
Laut Landschaftsplan erfolgte die Ausweisung „zur Erhaltung und Wiederherstellung der Leistungsfähigkeit des Naturhaushaltes, insbesondere durch seine ergänzende Wirkung einschließlich Pufferungsfunktion zum angrenzenden Naturschutzgebiet und wegen seiner besonderen Bedeutung als Walderholungsgebiet für die Anwohner der nördlich von Garenfeld gelegenen Siedlung“.